# غواصة يو بي-8
يو بي-8 غواصة ألمانية من فئة يو بي1 خدمت في البحرية الإمبراطورية الألمانية خلال الحرب العالمية الأولى. تم بيعها إلى بلغاريا في عام 1916 وتم تغيير اسمها إلى بودفودنيك رقم 18 (البلغارية: Подводник №18) ، وكانت أول غواصة بلغارية على الإطلاق.
تم طلبها في أكتوبر 1914 وتم وضعها في حوض بناء السفن إإيه جي فيزر في بريمن في نوفمبر. كان طولها أقل بقليل من 28 مترًا (92 قدمًا) وكانت إزاحتها بين 127 و 141 طنًا (125 و139 طنًا)، اعتمادًا على الصفو أو الغوص. سلحت بانابيب طوربيد ثنائي وكانت مسلحة أيضًا بمدفع رشاش مركب على سطح الغواصة. كانت مخصصة للعمل في البحرية النمساوية المجرية وخطط لإرسالها لمضيق الدردنيل. تم تقسيمها إلى أقسام وشحنها بالسكك الحديدية إلى مدينة بولا الكرواتية في مارس 1915 لإعادة التجميع. تم إطلاقها وتم تكليفها في البحرية الإمبراطورية الألمانية في أبريل عندما انسحب النمساويون من الاتفاقية.